# Landkreis Traunstein
Landkreis Traunstein ligger i den sydøstlige del af Regierungsbezirk Oberbayern i den tyske delstat Bayern. Den er den næststørste Landkreis i delstaten og hører til Euregion Salzburg – Berchtesgadener Land – Traunstein.

## Geografi
Traunstein grænser mod nord til Landkreisene Mühldorf am Inn og Altötting, mod øst til  de østrigske delstater Oberösterreich og Salzburg samt den oberbayerske Landkreis Berchtesgadener Land, mod syd også til Bundesland Salzburg og  Tyrol  (også i Østrig), og mod vest ligger Landkreis Rosenheim.
I området ligger mod syd Chiemgauer Alperne og mod nord sø-, flod- og bakkelandskabet Chiemgau. Fra den sydligste kommune Reit im Winkl Engelsberg mod nord er der cirka 65 kilometer fra Seebruck ved  Chiemsee i vest til  Kirchanschöring i øst cirka 40 kilometer. Chiemsee hører, på nær øerne,  til Landkreisen. Det højeste punkt er bjerget  Sonntagshorn der er 1.961 moh. det laveste punkt er i Salzachdalen ved Tittmoning, hvor der er 370 moh. De største floder er Alz, der løber fra Chiemsee i den nordlige del og løber mod Inn, dens biflod fra højre Traun, der løber gennem området fra syd mod nord, samt Tiroler Achen, der løber i den sydvestlige del af området, til den løber ud i Chiemsee. Mod øst danner Salzach grænsen til Østrig.

## Byer og kommuner
Kreisen havde 177089  indbyggere pr.  2018-12-31

| Byer 1. Tittmoning (5798) 2. Traunreut (20977) 3. Traunstein, Große Kreisstadt (20520) 4. Trostberg (11222) Købstæder (markt) 1. Grassau (6851) 2. Waging a.See (7004) Kommuner 1. Altenmarkt a.d.Alz (4181) 2. Bergen (4910) 3. Chieming (4936) 4. Engelsberg (2550) 5. Fridolfing (4349) 6. Grabenstätt (4433) 7. Inzell (4835) 8. Kienberg (1431) 9. Kirchanschöring (3365) 10. Marquartstein (3247) 11. Nußdorf (2456) 12. Obing (4294) 13. Palling (3486) 14. Petting (2321) 15. Pittenhart (1801) 16. Reit im Winkl (2333) 17. Ruhpolding (7058) 18. Schleching (1821) 19. Schnaitsee (3662) 20. Seeon-Seebruck (4519) 21. Siegsdorf (8355) 22. Staudach-Egerndach (1167) 23. Surberg (3384) 24. Tacherting (5734) 25. Taching a.See (2122) 26. Übersee (5026) 27. Unterwössen (3547) 28. Vachendorf (1847) 29. Wonneberg (1547) |

Verwaltungsgemeinschafte
1. Bergen
(Kommunerne Bergen og Vachendorf)
2. Marquartstein
(Kommunerne Marquartstein og Staudach-Egerndach)
3. Obing
(Kommunerne Kienberg, Obing og Pittenhart)
4. Waging a.See
(Købstaden Waging a.See og kommunerne Taching a.See og Wonneberg)

Kommunefri områder (86,84 km²)
1. Chiemsee (77,86 km²)
2. Waginger See (8,98 km²)